# Новес
Новес (ісп. Novés) — муніципалітет в Іспанії, у складі автономної спільноти Кастилія-Ла-Манча, у провінції Толедо. Населення — 2807 осіб (2010).
Муніципалітет розташований на відстані близько 65 км на південний захід від Мадрида, 29 км на північний захід від Толедо.

## Демографія
Динаміка населення (INE ):

## Галерея зображень

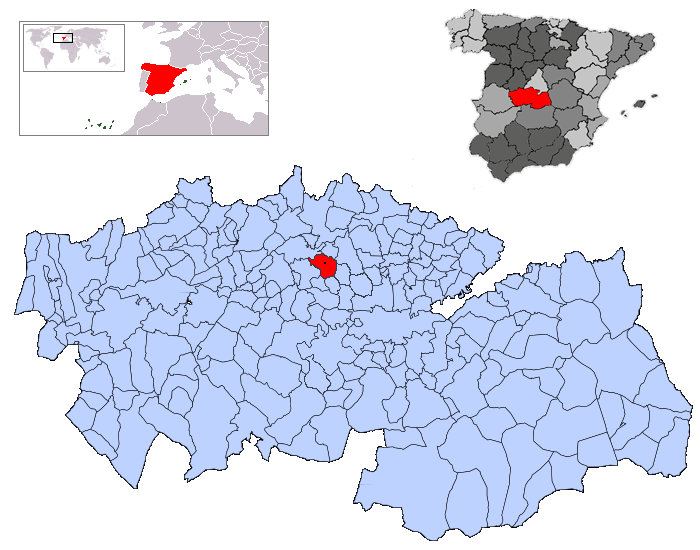
Розташування муніципалітету у провінції Толедо